# Bull Racing
Bull Racing – były włoski zespół startujący do 2009 roku w wyścigach Euroseries 3000. W 2008 roku dwa zwycięstwa dla zespołu odniósł Luiz Razia, a jedno Nicolas Prost, jednak to Francuz okazał się lepszy w klasyfikacji generalnej, a nawet zdobył mistrzowski tytuł. Razia był czwarty. Zespół był również najlepszy wśród wszystkich ekip startujących w tym sezonie. Rok później Marco Bonanomi odniósł zwycięstwo w wyścigu zaliczanym do klasyfikacji serii. Został on sklasyfikowany na drugiej pozycji w klasyfikacji generalnej, zaś zespół uplasował się na ósmym miejscu.